# 業 (佛教)
業（羅馬化：karma，或），佛教術語，是由思所驅動的行為，這些行為會在未來產生相應的後果，也就是業報或果報，業與報之間有因果法則。業與果報是佛教的基礎理論之一，三毒通常被認為是造成輪迴的主要因素。這個概念最早來自古印度宗教教義，在佛教創立之前就已經出現，包括耆那教及印度教在內都有類似的理論。

## 音義
在佛教中，業的五種語義，可歸結為與行有關的三類：行動，造作，所作。這個字來自於梵文動詞字根（巴利文動詞字根），意為做、執行等。其現在分詞型態為karmat，再轉變為名詞，就成為業。
業造成的結果，被稱為業果，又譯為果報，或簡譯為業。這個名詞中，的原意為植物的果實，被引申為影響或結果。另一個類似的名詞，業報，又譯業異熟，意義同樣是指業所形成的結果。其中的，原意是指果實的成熟，或是將食物烹調成熟食。這兩個名詞都是利用比喻所造出來的，其根源在於當時的傳統農業生活經驗。

## 概論
業和因果，是很多古印度宗教共有的概念，但各教派對其解釋不一。佛教認為，一切眾生輪迴的主要動力，來自於其自身的業。惡業導致眾生投生地獄等惡趣，而善業導致投生於天道等善趣，善、惡業造就投生五趣之異熟果。造業受報是普遍三界時空之法則，無可避免。在部派佛教中，《中部·天使經（130經）》即《增一阿含經·善聚品·四經》等中記載，人世間有生、老、病、死、刑之五天使示現，以促使世人行善業而昇善處生天，前生造惡業而生於地獄者，閻羅王對其教誡和處罰。
一切身、語、意的造作行動，統稱為業、造業、造作。在業的造作過程中，最主要的是心，心引領一切造業行為。在部派佛教理論中，思為心造作性，即是意業，思為行蘊之上首。說一切有部施設與意業自性不同的身、語業自性，以想和思為意行，分別說部以貪欲、瞋恚、邪見為業自性，譬喻者及經量部稱身、語、意業皆是一思。按《成唯識論》，想施設名言為業，思役心為業。
業是行為，包括過去、現在與未來的行為；業果，是此行為相應的結果。佛教認為業與業果之間有因果關係，但並不是宿命論，而是用緣起，尤其是十二因緣來加以解釋。時分緣起和分位緣起中，行是過去業。如同從一種種子會得到此一種果實，善、惡之業，得相應的善、惡果報。人生在富裕之家，美貌、健康、長壽等，為善報；若生於貧窮之家，醜陋、多病、短命等，為惡報。雖然佛教把眾生出身不等差異歸結於前業的結果，但反對一切皆是宿命所造作的錯誤觀點，人們若通曉因果，而在當下作出積極的努力，就有力量改變境遇狀況。
在業與業果之間的連繫力量，通常被稱為業力，自部派佛教開始就有許多不同解說，如說一切有部以三世有為宗，認為造業和當來受果報分屬異時卻共同存在，並提出等流無表色；經量部提出業種子，認為如同從因生果，從果知因，種子生長果實，果實表現種子；正量部提出不失法，以借據及債務的譬喻來解釋業與業果間的關係。
在部派佛教的教義中，由於「三威勢」或稱「三增上」，即「勿世人譏嫌」、「我不墮惡道」和「多聞法」，修行者不造惡業，勤修三妙行而能令四念處滿足。

### 早期佛教的觀點
業的概念在早期佛教教義中可能並非重要的概念。一些宗教學家認為在早期佛教中，「業的教義可能只是早期佛教救贖論的一個附帶部分」。蒂爾曼·維特認為，在早期佛教中，輪迴是由於渴愛或無明引起的。然而，業的教義對於普通人來說可能特別重要，因為他們更重視處理生活中立刻面臨到的困難，如痛苦、不公和死亡。業的教義滿足了這些需求，並且隨著時間的推移，成為了佛教救贖論中的重要對象。
佛教對於因果論的教導，不像耆那教一樣是嚴格的業力決定論，而是整合了其他的環境因素，是更加彈性和動態的過程。不是所有的因果都是由業所引起。（亦可見「上座部佛教的因果論」，有五種因果的運作方法，業決定是其中之一，但還有其他因素。）

### 民間流行的觀點
《地藏菩薩本願經》中，有在凡人去世之後，由閻羅王按照其所擁有的善業與惡業之間的比重進行審判丶 決定其轉生輪迴之處一説。
受到儒教及道教所影響，華人民間流行的業報觀，把業等同於上蒼所作的干涉，其認為上蒼監察世人並會在其行善或作惡後給予其適當的奬賞或刑罰，這與初期佛教所持有的，業力是來自眾生自己的行為，非出自鬼神干涉，非常不同。

## 分類

### 善業與惡業
認為業有十善業與十惡業，分別是三身善業與三身惡業、四口善業與四口惡業和三意善業與三意惡業。
- 身三善業：不殺生、不偷盜、不邪淫，
- 身三惡業：殺生、偷盜、邪淫；
- 口四善業：不妄語、不兩舌、不惡口、不綺語，
- 口四惡業：妄語、兩舌、惡口、綺語；
- 意三善業：不貪欲、不瞋恚、正見，
- 意三惡業：貪欲、瞋恚、邪見。

另有導致投生地獄的「五逆」惡業：殺父、殺母、殺阿羅漢、破和合僧、出佛身血。

### 二業
業，可分為思業與思已業，思業即是意業，思已業即思所起業，分為身業和語業。在此語義下，十善與十惡合稱為十業道，思即是業，而業道為思所行之道路。業道劃分為三階段：加行、根本、後起；根本七善業道可稱為：尸羅、妙行、律儀、別解脫、別解脫律儀、業道、業。

### 三業
三業，即身業、語業、意業。與律藏中犯戒要素相契合，身、語二業又可各分為表業和無表業，分別對應舊譯中的作業和無作業，欲邪行根本業道，定有表、無表業，其餘的根本業道，定有無表業，不定有表業；加行業道，定有表業，不定有無表業。

### 三時業
按受報時間，異熟業可分為：順現受業、順次受業、順後受業。

### 三受業
根據苦、樂、不苦不樂三受，異熟業可分為：順樂受業，順苦受業，順不苦不樂受業。

## 上座部佛教的因果論
根據南傳上座部佛教的教義，在物質和精神領域，有五種因果的運作方法（巴利語：niyāmas）。
1. 氣象決定（utu-niyāma），如風雨的季節現象。
2. 種子決定（bīja-niyāma），種瓜得瓜，種豆得豆。
3. 業決定（kamma-niyāma），行為因果，即善惡之行為產生相應的善惡之果報。
4. 法決定（dhamma-niyāma），自然現象的法則，如萬有引力。
5. 心決定（citta-niyāma），即意想思維過程、意識的形成、心念的力量，包括心的感應、心的超越、往事的憶想、心的預感等。

佛教的因果業報的運作所生起的現象並不只決定於業，還有其他四種運作方法。

### 業的因
在緣起法（paticcasamuppada）的闡述中，業依無明而生起。渴愛或貪（tanha）是造業的另一主要根源，與無明為伍，不淨業由這兩因素而起。而世間的清淨的業則與三善法：布施（非貪，alobha）、慈愛（非嗔，adosa）、知識（非癡，amoha）相關。世間淨業仍是業，因為潛藏的無明及貪欲仍未被滅。而出世淨業則是已消滅了無明與貪，這時的行為沒帶來業力。

### 業與果報
欲界（kāmavacara）的業由十二種染污意識及八種清淨意識構成；色界（rūpavacara）的業是由五種清淨意識構成；無色界（arūpavacara）的業是由四種清淨意識構成。八種出世（lokottara）意識不被稱為業，因為它們旨在消除業的根源。其中的智慧（般若，pañña）占主導作用，而在世間意識中，思（cetanā）發揮作用。
人們的言行，口業是由意識，通過言語形式表達出來；身業是由意識，以身體為工具而發動；意業除了意識外，不以其他任何為工具。
一個人善惡思想產生結果，這類意識被稱為欲界果意識，與色界有關的五種果意識，以及與無色界有關的四種果意識，合稱為業果（kamma-vipaka），俗稱果報、報應。

#### 果報
說一切有部認為業因有六種，即能作因、俱有因、同類因、相應因、遍行因與異熟因，六因能產生五果，即異熟果、等流果、增上果、士用果、離繫果。兩者合稱六因五果。
也可依其善恶性概分为恶报、善报；不定业和不计业不一定受报；大菩萨所作业是清净业，可不受报。还可依其受报时间分爲现世报、来世报。

### 造業者
無有造業者，亦無受果人，唯蘊自輪轉，此乃正知見。誰為業的造作者？何人收獲業的果報？多數佛教部派不認為有一個固定不變的實體，或行為之外有一行為造作者，思想之外有一思想者，以及在意念之背後有一作意者。

### 業的儲存處
業流的力量依據的是強大的心流（citta-santati），當因緣時機成熟時，果報現象就會生起，如同風與火不會被貯藏在任何一個地方，業也不存於體內或體外的任何地方，當業造了後，遇緣就起作用，與其相應的心就會現起果報。

## 學術研究
類似於說一切有部所確立的傳統觀點，現代由於有佛學研究者認為十二因緣中的行含攝了思及思所引發的行為，或者五蘊中的行蘊採用思為定義，因此他們認為行與業這兩個概念在含義上相近。

## 外部連結
- 葉金山：婆羅門教的「因果輪迴」百分之百是宿命論 （页面存档备份，存于）
- 陳玉璽：業識原理在修行與諮商療癒上的應用 （页面存档备份，存于）